# Syndicat national des rédacteurs de presse
Le Sindicato Nacional de Redactores de la Prensa (SNRP), traduisible en français par Syndicat national des rédacteurs de presse, est un syndicat de journalistes mexicain. Il est fondé en 1923 sous le nom Sindicato de Redactores del Distrito Federal (« Syndicat des rédacteurs du district fédéral) et prend son nom actuel le 11 novembre 1929,.

## Direction
En 2019, le secrétaire national (Secretario General Nacional) est Fernando Ramón Olivas Ortiz.